# Scaidona
Scaidona (Σκαρδῶνα) fou una ciutat de Libúrnia a la vora del Titius a uns 20 km de la costa. Fou un dels tres convents jurídics de Dalmàcia. Modernament es va dir Scardona o Skradin.